# Imielin (Obory)
Imielin – osada wsi Obory położona w  Polsce, w województwie mazowieckim, w powiecie piaseczyńskim, w gminie Konstancin-Jeziorna.
W latach 1975–1998 miejscowość administracyjnie należała do województwa warszawskiego.